# سيف عبد الرزاق
سيف عبد الرزاق المهيري (مواليد 30 أكتوبر 1999، لاعب كرة قدم إماراتي و هو شقيق اللاعب سعود عبد الرزاق و يجيد اللعب كمدافع . 
مثل نادي الشارقة في الفئات السنية وأعير إلى نادي عجمان .